# اسکایلر ساموئلز
اسکایلر ساموئلز (انگلیسی: Skyler Samuels؛ زادهٔ ۱۴ آوریل ۱۹۹۴) یک هنرپیشه اهل ایالات متحده آمریکا است. وی از سال ۲۰۰۴ میلادی تاکنون مشغول فعالیت بوده‌است.

## بخشی از فیلمشناسی
از فیلم‌ها یا برنامه‌های تلویزیونی که وی در آن نقش داشته‌است می‌توان به آثار زیر اشاره کرد.
- ناپدری (فیلم ۲۰۰۹) (۲۰۰۹)
- انتقام خزدار (۲۰۱۰)
- داف (فیلم) (۲۰۱۵)
- جادوگران محله ویورلی (۲۰۰۷–۲۰۰۸)
- داستان ترسناک آمریکایی: نمایش عجایب (۲۰۱۴)
- ملکه‌های جیغ (مجموعه تلویزیونی ۲۰۱۵) (۲۰۱۵)
- با استعداد (مجموعه تلویزیونی) (۲۰۱۷–۲۰۱۹)